# Kobylanka (gmina)
Kobylanka est une gmina rurale du powiat de Stargard, Poméranie occidentale, dans le nord-ouest de la Pologne. Son siège est le village de Kobylanka, qui se situe environ 11 km à l'ouest de Stargard Szczeciński et 21 km à l'est de la capitale régionale Szczecin.
La gmina couvre une superficie de 122,05 km2 pour une population de 5 248 habitants en 2016.

## Géographie
La gmina inclut les villages de Bielkowo, Cisewo, Gajęcki Ług, Jęczydół, Kałęga, Kobylanka, Kunowo, Miedwiecko, Morawsko, Morzyczyn, Motaniec, Niedźwiedź, Rekowo, Reptowo, Wielichówko, Zagość et Zieleniewo.
La gmina borde les villes de Stargard Szczeciński et Szczecin, et les gminy de Goleniów, Stare Czarnowo et Stargard Szczeciński.